# Canton de Vieux-Habitants
Le canton de Vieux-Habitants est une circonscription électorale française située dans le département et région de la Guadeloupe.

## Représentation

### Conseillers généraux avant 2015
| Période                                                 | Période | Identité                          | Étiquette             | Qualité |
| ------------------------------------------------------- | ------- | --------------------------------- | --------------------- | --- |
| 1951                                                    | 1964    | Sully Dominique Soret (1899-1991) | PCF                   | Maire de Baillif (1947-1967)                                                                                     |
| 1964                                                    | 1970    | Arnaud Nicolas (1914-2002)        | DVD                   | Propriétaire Maire de Vieux-Habitants (1951-1971)                                                                |
| 1970                                                    | 1994    | Nathalien Etna (1917-2000)        | DVG puis DVD puis UDF | Directeur d’école Maire de Vieux-Habitants (1971-1995)                                                           |
| 1994                                                    | 2003    | Victorin Lurel                    | FGPS                  | Député (2002-2012, 2014-2017) Vice-président du conseil général (1998-2003) Maire de Vieux-Habitants (2001-2004) |
| 2003                                                    | 2008    | Marie-Yveline Théobald-Ponchateau | FGPS                  | Professeure Conseillère municipale de Baillif                                                                    |
| 2008                                                    | 2015    | Jules Otto                        | FGPS                  | Directeur du CNFPT de Guadeloupe Vice-président du conseil général Conseiller municipal de Vieux-Habitants       |
| Les données antérieures ne sont pas encore mentionnées. |         |                                   |                       | |

### Conseillers départementaux depuis 2015
| Période élective | Période élective | Mandat | Mandat   | Identité                          | Nuance | Nuance | Qualité |
| ---------------- | ---------------- | ------ | -------- | --------------------------------- | ------ | ------ | --- |
| 2015             | 2021             | 2015   | 2021     | Aramis Arbau                      |        | DVD    | Enseignant et chef d'entreprise Maire de Vieux-Habitants (2014-2020) Ancien Vice-Président du Conseil régional (1998-2004) |
| 2015             | 2021             | 2015   | 2021     | Marie-Lucile Breslau              |        | DVD    | Attachée territoriale Ancienne Maire de Baillif (2001-2014)                                                                |
| 2021             | 2028             | 2021   | en cours | Jules Otto                        |        | PS     | Cadre, maire de Vieux-Habitants depuis 2020, ancien conseiller général                                                     |
| 2021             | 2028             | 2021   | en cours | Marie-Yveline Ponchateau-Theobald |        | PS     | Professeure des écoles, maire de Baillif, ancienne conseillère générale                                                    |

### Résultats détaillés

#### Élections de mars 2015
À l'issue du 1er tour des élections départementales de 2015, deux binômes sont en ballottage : Jules Otto et Marie-Yveline Ponchateau-Theobald (PS, 39,40 %) et Aramis Arbau et Marie-Lucile Breslau (DVD, 38,84 %). Le taux de participation est de 54,92 % (8 854 votants sur 16 121 inscrits) contre 44,45 % au niveau départemental et 50,17 % au niveau national.
Au second tour, Aramis Arbau et Marie-Lucile Breslau (DVD) sont élus avec 51,07 % des suffrages exprimés et un taux de participation de 64,95 % (5 062 voix pour 10 472 votants pour 16 124 inscrits).

#### Élections de juin 2021
Le premier tour des élections départementales de 2021 est marqué par un très faible taux de participation (33,26 % au niveau national). Dans le canton de Vieux-Habitants, ce taux de participation est de 38,43 % (6 263 votants sur 16 298 inscrits) contre 30,59 % au niveau départemental. À l'issue de ce premier tour, deux binômes sont en ballottage : Jules Otto et Marie-Yveline Ponchateau-Theobald (PS, 57,74 %) et Thierry Abelli et Leslie Geran (DVD, 42,26 %).
Le second tour des élections est marqué une nouvelle fois par une abstention massive équivalente au premier tour. Les taux de participation sont de 34,36 % au niveau national, 37,59 % dans le département et 49,51 % dans le canton de Vieux-Habitants. Jules Otto et Marie-Yveline Ponchateau-Theobald (PS) sont élus avec 58,41 % des suffrages exprimés (4 362 voix pour 8 071 votants et 16 302 inscrits),,. 

## Composition

### Composition avant 2015
Le canton de Vieux-Habitants comprenait deux communes :
- Vieux-Habitants
- Baillif

### Composition depuis 2015
| Nom                                     | Code Insee | Intercommunalité     | Superficie (km2) | Population (dernière pop. légale)              | Densité (hab./km2) | Modifier                                    |
| --------------------------------------- | ---------- | -------------------- | ---------------- | ---------------------------------------------- | ------------------ | ------------------------------------------- |
| Vieux-Habitants (bureau centralisateur) | 97134      | CA Grand Sud Caraïbe | 58,70            | 7 040 (2022)                                   | 120                | modifier les données · modifier les données |
| Baillif                                 | 97104      | CA Grand Sud Caraïbe | 24,30            | 4 949 (2022)                                   | 204                | modifier les données · modifier les données |
| Bouillante                              | 97106      | CA Grand Sud Caraïbe | 43,46            | Fraction : 3 863 (2022) Commune : 6 381 (2022) | 147                | modifier les données · modifier les données |
| Canton de Vieux-Habitants               | 97121      |                      |                  | 15 852 (2022)                                  |                    | modifier les données                        |

Le canton de Vieux-Habitants comprend désormais :
1. deux communes entières,
2. la partie de la commune de Bouillante non incluse dans le canton de Sainte-Rose-1.

## Démographie
En 2022, le canton comptait 15 852 habitants, en évolution de −8,6 % par rapport à 2016 (Guadeloupe : −2,67 %, France hors Mayotte : +2,11 %).
| 2013   | 2018   | 2022   |
| ------ | ------ | ------ |
| 17 497 | 16 701 | 15 852 |